# Mostar
Mostar este un oraș din Federația Bosniei și Herțegovinei.

## Patrimoniu mondial UNESCO
Podul „Stari Most” și centrul vechi istoric al orașului au fost înscrise în anul 2005 pe lista patrimoniului cultural mondial UNESCO.

## Personalități născute aici
- Vladimir Ćorović (1885 - 1941), istoric sârb;
- Blaž Slišković (n. 1959), fotbalist, antrenor bosniac;
- Goran Jurić (n. 1963), fotbalist croat;
- Nina Kusturica (n. 1975), producătoare de film, scenaristă, regizoare austriacă de origine bosniacă;
- Sanela Knezović (n. 1979), handbalistă croată;
- Toni Šunjić (n. 1988), fotbalist bosniac;
- Anica Gudelj (n. 1991), handbalistă bosniacă.

## Legături externe
- Mostar, cel mai divizat oraș din Bosnia (fragmente), moldova.europalibera.org
- Podul din Mostar